# Europski pomorski energetski institut (EMEC)
Europski pomorski energetski institut je ovlašteni centar za ispitivanje i istraživanje usredotočen na razvoj iskorištavanja energije valova, plime i oseke. Nalazi se sjeverno od obale Škotske, na Orkneyskim otocima. Institut pruža inženjerima priliku da ispitaju prototipne uređaje u stvarnim uvjetima. 
Pogoni su raspoređeni na pet lokacija:
- Billia Croo
- Fall of Warness
- Scapa Flow
- Shapinsay Sound
- Stromness

EMEC je osnovan 2001. godine. Osim pružanja pristupa područjima mora s visokim valom i potencijalom plime i oseke, institut nudi i razne vrste podrške u vezi s regulatornim pitanjima, mrežnim priključcima i meteorološkim nadzorom te lokalnom istraživačkom i inženjerskom potporom.

## Ispitivanje snage valova u EMEC-u
Billia Croo, EMEC-ov objekt za ispitivanje snage valova nalazi se na zapadnom rubu glavnog otoka Orkneyskog otočja, Mainlandu, području s jednim od najviših valnih energetskih potencijala u Europi. Izloženo područje Sjevernog mora znači da je otočna skupina podvrgnuta snažnim dinamičkim silama Sjevernog Atlantskog ocena (najviši val kojeg je EMEC zabilježio dosegao je više od 18 metara). Izgradnja uređaja za ispitivanje valova dovršena je u listopadu 2003., a operativne aktivnosti započele su ubrzo nakon toga. Institut ima pet povezanih testnih sidrišta, koji su smješteni u rasponu od 50 do 70 metara dubine (na otprilike 2 kilometra udaljenosti od obale) i dva plitka sidrišta smještenih blizu EMEC-ove kopnene podstanice. 
Tvrtke koje su ispitivale ili trenutačno ispituju svoje tehnologije u EMEC-u:
- Laminaria
- Pelamis Wave Power
- Wello Oy

## Ispitivanje energije plime i oseke u EMEC-u
Fall of Warness, zapadno od otoka Eday, lokacija za ispitivanje plime, odabrana je zbog velikih brzina morskih struja koje mogu dostići gotovo 4 m/s (7,8 čvorova) tijekom perigejnih morskih mjena. Objekt nudi sedam testnih sidrišta na dubinama od 25 m do 50 m na području dužine 2 km i dužine oko 4 km.
Duž morskog dna i ispod plaže provedeni su povodni kabeli koji povezuju svako sidrište s podstanicom na kopnu. Osiguran je i dodatni prostor za instaliranje opreme kojom inženjeri prilagođavaju dobivenu struju električnoj mreži.
U zgradi podstanice nalaze se: prostorija za prebacivanje visoka voltaže, komunikacijska soba, soba za osoblje i prostor za pričuvni generator.
Fall of Warnes službeno je otvorio škotski premijer u rujnu 2007.
Neke tvrtke koje su ispitivale ili trenutačno ispituju svoje tehnologije u EMEC-u:
- ANDRITZ HYDRO Hammerfest
- Scotrenewables  Arhivirana inačica izvorne stranice od 22. prosinca 2017. (Wayback Machine)

## Lokacije koje nisu povezane na električnu mrežu
EMEC također naporno radi kako bi olakšao put do tržišta za proizvođače tehnologija za prikupljanje obnovljive energije mora izgradnjom testnih lokacija u manje zahtjevnim uvjetima, pomažući pri zatvaranju jaza između testiranja u valnim i plimnim bazenima i stavljanja prototipova pune veličine u stvarne uvjete mora.
Ove testne lokacije - smještene u Shapinsay Soundu i Scapa Flowu - pružaju fleksibilniji morski prostor za potrebe testiranja tehnologija manjih razmjera, opskrbnog lanca i proizvođača opreme. Takvo dostupno ispitivanje na moru omogućava inženjerima i dobavljačima da jeftinije steknu iskustva, smanjujući potrebu za velikim plovilima ili velikim postrojenjima.
Na tim lokacijama sustavi sidrenja s više točaka pružaju razvijačima potpuno funkcionalnu alternativu umjesto da izrađuju vlastita postolja ili ugrađuju sidrene lance i privezne blokove. Prilagođene pomoćne plutače za testiranje omogućuju inženjerima da raspršuju električnu energiju koju proizvodi njihova naprava na ekološki svjestan način dok prenose podatke testiranja u kontrolni centar.
Neke od tehnologija koje su testirane na ovim EMEC-ovim lokacijama
- Flumill
- Nautricity
- Open-Hydro

## Procjena izvedbe
EMEC je ovlašten za testiranje laboratorijskih standarda (ISO 17025) i može testirati rad uređaja za prikupljanje energije vala i plime i oseke prema IEC tehničkim specifikacijama.

## Tehnička potvrda
EMEC može osigurati nezavisnu potvrdu u skladu s ISO 17020 kako bi potvrdila da pretvarač energije valova pouzdan, izdržljiv i ispunjava ciljeve. Upravo takvom službenom potvrdom smanjuje se rizik za kupce tehnologija te se povećavaju šanse za ulaganja i povećanje u tržišnom udjelu.
2014. EMEC je proširio svoj doseg u postizanju međunarodnog standarda ISO / IEC 17020 za provjeru izvedbe novih tehnologija zaštite okoliša. Namijenjen za energetske tehnologije, tehnologije za pročišćavanje i nadzor vode i materijala, otpada i resursa, EMEC-ETV (Environmental Technology Verification) može pomoći inovativnim tehnologijama da dođu do tržišta izdavanjem Izjave o potvrdi.

## Standardi pomorske industrije
EMEC je koordinirao razvoj kompleta standarda za industriju obnovljivih izvora energije mora. Na svakom dokumentu radila je stručna radna skupina. Ti su standardi predstavljeni 2009. godine i dostupni su za besplatno preuzimanje s EMEC-ove web stranice: EMEC standardi.
U ožujku 2014. EMEC je, u suradnji s ORE Catapult (Offshore Renewable Energy Catapult), organizirao radionicu za pregled postojećeg skupa EMEC standarda i prepoznavanje područja koja zahtijevaju nove standarde.

## Istraživanje i nadzor
Za većinu inženjera koji dolaze na testiranje uređaja u EMEC, instalacija u njihovim objektima bit će prvi put da je njihov uređaj u otvorenom moru i povezan na mrežu. Obično neće imati podatke koji pokazuju vrstu i opseg interakcija između uređaja i okoline. Stoga, iako je središnja svrha EMEC-a osigurati operativno testno postrojenje, 
EMEC ima i ključnu ulogu u uspostavljanju sustava nadzora nad instaliranim uređajima i praćenja njihovog utjecaja na okruženje. Osnovni motiv ovog projekta je postaviti zahtjev inženjerima da uzmu u obzir pitanja zaštite okolišta prije testiranja u EMEC-u i smanjiti potencijalne negativne učinke na okoliš.
Sudjelovanje u istraživanjima dovelo je EMEC do zauzimanja jedinstvnog položaja, povezujući se s različitim tvrtkama, znanstvenicima i uređajima, kao i akademskim institucijama i regulatornim tijelima. EMEC je neovisan o bilo kojem razvijaču ili uređaju, jer EMEC-ov cilj je osigurati da se različiti uređaji prate na dosljedan način, koristeći najbolje dostupne metode.

## Ugovor o kupnji električne energije
SmartestEnergy je potpisala Ugovor o kupnji električne energije s EMEC-om, za energiju proizvedenu iz valnih i plimnih uređaja na Orkneyskim otocima.

## Također pogledajte
- Elektrane na plimu i oseku
- Elektrane na valove
- Obnovljivi izvori energije